# Hardybodes penicillatus
Hardybodes penicillatus är en kvalsterart som beskrevs av Sandór Mahunka 1995. Hardybodes penicillatus ingår i släktet Hardybodes och familjen Carabodidae. Inga underarter finns listade i Catalogue of Life.